# Franz von Guérard
Franz von Guérard (* 22. Dezember 1868 in St. Johann (Saar); † 26. Juli 1951 in Wiesbaden) war ein deutscher Verwaltungsbeamter.

## Leben

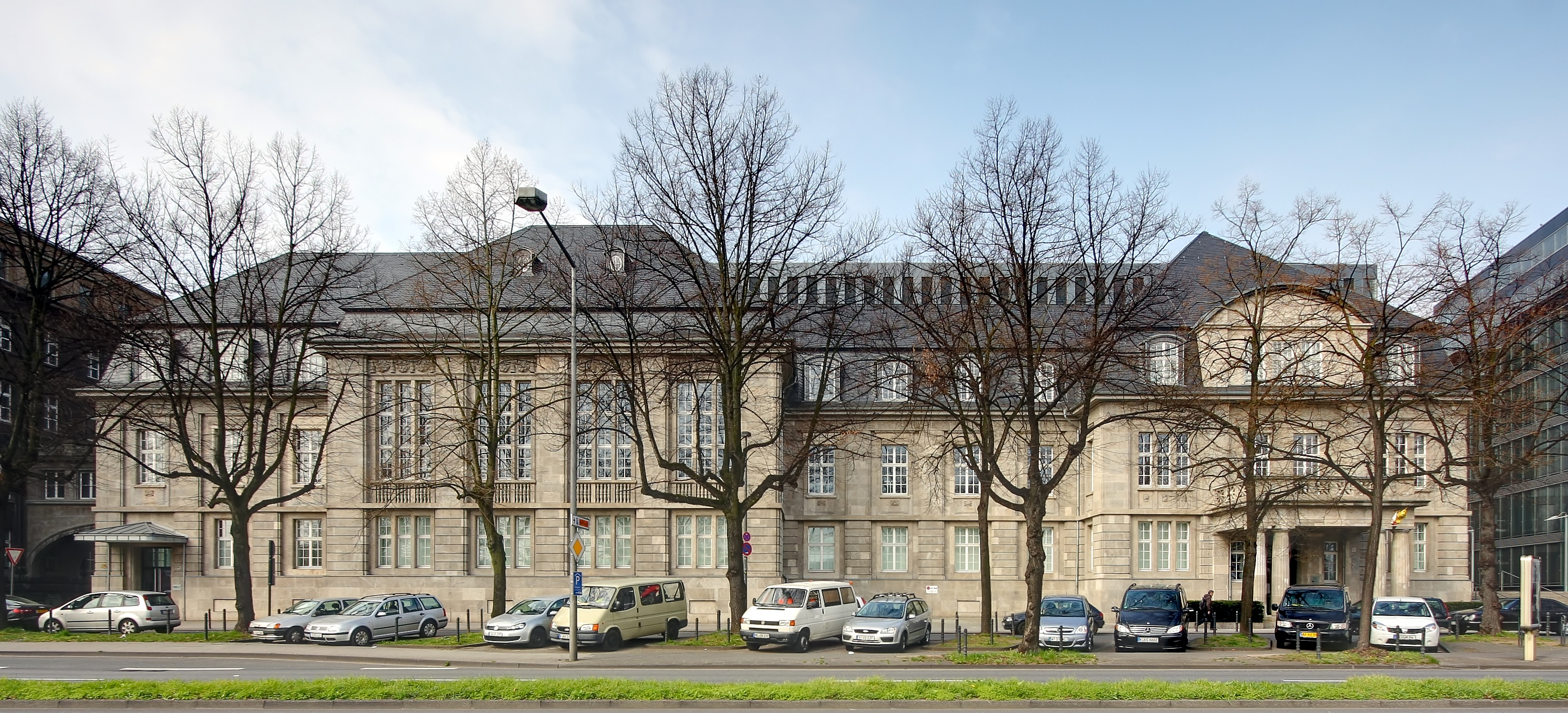
Denkmalgeschütztes ehemaliges Wohnhaus des Eisenbahnpräsidenten Köln

Franz von Guérard wurde als Sohn des späteren Präsidenten der Eisenbahndirektion Frankfurt/Main Heinrich von Guérard geboren. Nach dem Abitur studierte er an der Rheinischen Friedrich-Wilhelms-Universität Bonn und der Friedrich-Wilhelms-Universität Berlin Rechtswissenschaften. 1889 wurde er wie sein Vater Mitglied des Corps Rhenania Bonn. Nach Abschluss des Studiums wurde er 1892 Referendar und 1896 Gerichtsassessor. 1897 bestand der das Assessorexamen und kam im darauffolgenden Jahr in die Preußische Staatseisenbahnverwaltung. Als Regierungsassessor ging 1899 zur Eisenbahndirektion Essen, 1900 nach Graudenz und 1902 nach Essen, wo er 1904 zum Regierungsrat befördert und Mitglied der Eisenbahndirektion ernannt wurde.
Von Guérard wurde 1914 zum Vortragenden Rat und Geheimer Regierungsrat in das Ministerium der öffentlichen Arbeiten nach Berlin berufen. Er wurde 1918 Geheimer Oberregierungsrat. Am 1. Juli 1919 wurde er zum Präsidenten der Reichsbahndirektion Köln ernannt. Am 31. März 1933 trat er in den Ruhestand ein. Nach seiner Pensionierung lebte er in Wiesbaden.

## Auszeichnungen
- Ernennung zum Geheimen Regierungsrat, 1914
- Ernennung zum Geheimen Oberregierungsrat, 1918